# Shabab Al-Ordon Club
Lo Shabab Al-Ordon Club, meglio noto come Shabab Al-Ordon, è una società calcistica giordana di Amman.

## Storia
Lo Shabab Al-Ordon fu fondato nel 2002 e disputa le sue gare all'Amman International Stadium dell'omonima città; nel 2006 e nel 2013 ha vinto il campionato nazionale, inoltre nel 2007 ha vinto l'AFC Cup, la seconda competizione asiatica per club.

## Palmarès

### Competizioni nazionali
- Jordan League: 2

2005-06, 2012-13
- Coppa della Giordania: 2

2005-06, 2006-07
- Coppa della Federazione giordana: 2

2007,2016
- Supercoppa di Giordania : 2

2007, 2013

### Competizioni internazionali
- AFC Cup: 1

2007

### Altri piazzamenti
- Jordan League:

Secondo posto: 2008-2009
Terzo posto: 2007-2008, 2009-2010
- Coppa della Giordania:

Finalista: 2007-2008, 2008-2009, 2015-2016, 2017-2018
- Supercoppa di Giordania:

Finalista: 2006, 2009